# Сквер

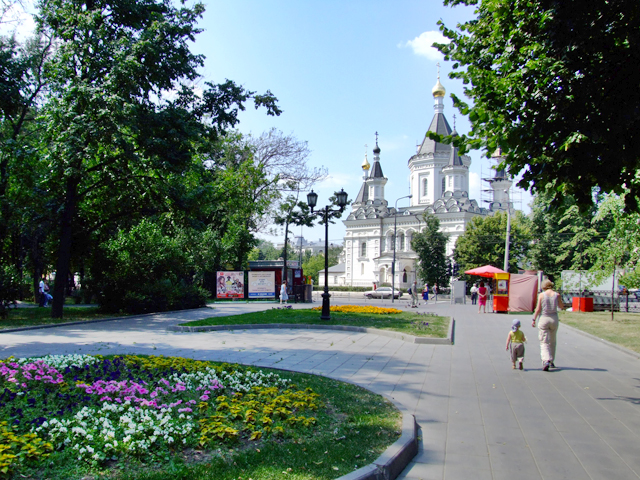
Сквер Девичьего поля в Москве

Сквер (англ. square — площадь) — благоустроенная и озеленённая территория внутри жилой или промышленной застройки.
Сквер — объект озеленения города, представляющий собой участок величиной 0,15—2 га; размещается обычно на площади, перекрёстке улиц, либо на примыкающем к улице участке квартала. Планировка сквера включает дорожки, лавочки, площадки, газоны, цветники, отдельные группы деревьев, кустарников. Территория сквера является доступной для широкой публики, предназначается для кратковременного отдыха пешеходов; художественного оформления архитектурного ансамбля.
В большинстве случаев площадь сквера не превышает 2 га, но встречаются скверы и довольно значительных размеров.
Наиболее известными скверами в Москве являются сквер перед Большим театром, на Пушкинской площади, «Патриаршие пруды».